# Покровский, Владимир Николаевич
Влади́мир Никола́евич Покро́вский (1863, Каменец-Подольский — 1924, Харьков, Украинская ССР) — русский, польский, украинский архитектор.

## Биография
Родился в 1863 году в Каменце.
В 1888 году окончил с Золотой медалью Высшее художественное училище Императорской Академии художеств. Работал в Варшаве (епархиальный архитектор Варшавско-Холмской епархии Русской православной церкви) и Москве.
С 1907 по 1917 год — Харьковский епархиальный архитектор. После революции — профессор художественного училища и Технологического института.
В 1919 году — гласный Харьковской городской думы.
Автор проектов более 60-ти церквей на Западной и Восточной Украине.
Умер в Харькове(?) в 1924 году.
Имел награды: орден Святого Станислава 2-й степени (1900).

## Постройки
Здания, построенные в Харькове по его проектам:
- бывший Музей древностей и епархиальная библиотека по ул. Искусств, 4 (1912); в 20-е годы — Дом писателей имени В. Блакитного;
- реконструировано здание бывшей Жирардовской мануфактуры по ул. Университетской, 10 (1912); в советские годы первый корпус Исторического музея, в настоящее время — церковно-исторический музей;
- гостиница на ул. Полтавский шлях, 14 (1913);
- здание бывшей частной гимназии Е. Н. Покровской (сестры архитектора) по ул. Чернышевской, 79 («Дом с химерами», 1914);
- завершено строительство церкви Трёх Святителей по проекту М. И. Ловцова, ул. Гольдберговская, 101 (1914);
- завершено строительство корпусов трапезной и актового зала бывшего Епархиального училища, начатое В. Х. Немкиным; ныне Дворец студентов ХПИ на территории студенческого городка «Гигант», ул. Пушкинская, 79; перестроен.

Ряд работ выполнен в соавторстве с техником-архитектором П. В. Величко.